# Jonathan Ferguson
Jonathan Steven Ferguson (nacido el 3 de enero de 1979) es un historiador de armas de fuego y autor británico que actualmente es el Guardián de Armas de Fuego y Artillería en el Royal Armouries Museum en Leeds, Inglaterra. También es un especialista técnico de la consultora Armament Research Services.

## Carrera
Ferguson se licenció en arqueología por la Universidad de Exeter en 2000 y obtuvo un diploma de postgrado en museología por la Universidad de Leicester en 2002. Ocupó puestos en el Museo de Colchester, el Museo Imperial de Guerra de Duxford y el Museo Nacional de la Guerra de Escocia antes de incorporarse al Real Museo de Armerías en 2009. Ha participado en dos documentales: Sean Bean on Waterloo (2015) y Sword, Musket & Machine Gun (2017). Ferguson también es especialista técnico de Armament Research Services, una consultoría de inteligencia técnica.
En 2020, GameSpot inició una serie titulada "Experto en armas de fuego reacciona". En la serie, Ferguson analiza las armas de fuego de videojuegos como Escape from Tarkov, Call of Duty: Black Ops Cold War y Cyberpunk 2077, y las compara con sus equivalentes en la vida real. En 2021, Ferguson inició una serie en la página oficial de YouTube de la Real Armería en la que explica la historia y la funcionalidad de determinadas armas de fuego de la Armería.